# André Nachbin
André Nachbin (Rio de Janeiro, 8 de agosto de 1957) é um matemático brasileiro pesquisador de dinâmica dos fluidos atuando principalmente nos seguintes temas: modelagem matematica, propagação de ondas, modelagem computacional, equações diferenciais parciais..
É irmão do jornalista Luís Nachbin e filho do também matemático Leopoldo Nachbin.